# طبلوها
طبلوها یک منطقهٔ مسکونی در مصر است که در استان منوفیه واقع شده‌است.